# Astronia rolfei
Astronia rolfei är en tvåhjärtbladig växtart som beskrevs av S.Vidal. Astronia rolfei ingår i släktet Astronia och familjen Melastomataceae. Inga underarter finns listade i Catalogue of Life.